# Koniec lata (film 1999)
Koniec lata (tytuł oryg. Summer's End, 1999) – kanadyjsko-amerykański telewizyjny dramat przygodowy w reżyserii Helen Shaver. Film opowiada historię dwóch braci i ciemnoskórego lekarza. Akcja filmu toczy się w niewielkim miasteczku.

## Opis fabuły
Po śmierci ojca dwaj bracia, 12-letni Jamie i kilka lat starszy Hunter wyjeżdżają z matką, Virginią, na wakacje do malowniczej miejscowości w górach. Poznają tam nowych przyjaciół oraz emerytowanego ciemnoskórego lekarza, dr. Williama "Billa" Blakely'ego. Podczas gdy Hunter zżywa się z rówieśnikami, Jamie zwraca uwagę na lekarza. Któregoś razu dr Bill podczas łowienia ryb zauważa, że jest obserwowany i pierwszy nawiązuje rozmowę. Szybko rodzi się między nimi przyjaźń, która nie pozostaje niezauważona. Brat i inni rówieśnicy starają się wzbudzić nieufność Jamiego do nieznajomego nieprzychylnymi opowieściami na jego temat.
W zamieszkałym dotychczas wyłącznie przez białą społeczność miasteczku ożywają ukrywane latami uprzedzenia rasowe. Przyjaźń Jamiego z lekarzem i niechęć Huntera zwiększa dystansu między braćmi. Coraz większą niechęć do ciemnoskórego przybysza manifestują też inni mieszkańcy. Niebawem dochodzi do tragedii: podczas brawurowej jazdy łodzią motorową po rzece ginie Alex, jeden z kolegów Huntera. Ma to miejsce na nabrzeżu należącym do lekarza, gdzie łódź uderza o pomost. Niektórzy mieszkańcy manifestują coraz większą wrogość wobec Blakely'ego.
W punkcie kulminacyjnym filmu Hunter z kolegą podpalają łódź doktora. Jamie odkrywa, że Hunter brał w tym udział. Dochodzi do ostrej wymiany zdań między braćmi, z której wyraźnie wynika, że rzeczywistym powodem niechęci Huntera do ciemnoskórego lekarza była zazdrość o młodszego brata, który się od niego oddalał.

## Obsada
- James Earl Jones – Dr. William 'Bill' Blakely
- Jake LeDoux – Jamie Baldwin
- Brendan Fletcher – Hunter Baldwin
- Wendy Crewson – Virginia Baldwin
- Jonathan Kroeker – Lad Trapnell
- Al Waxman – Dziadek Trapnell
- Andrew Sardella – Alex Rifkin
- R.D. Reid – Henry Whitley
- Gary Reineke – Szeryf Miller
- Patrick McManus – Inspektor
- Randy Hughson – Rainey
- Sarah Francis – Erinn
- Victor Garber – narrator